# Distrito electoral de Rosedale (condado de Lincoln, Nebraska)
Rosedale (en inglés: Rosedale Precinct) es un distrito electoral ubicado en el condado de Lincoln en el estado estadounidense de Nebraska. En el Censo de 2010 tenía una población de 219 habitantes y una densidad poblacional de 0,58 personas por km².

## Geografía
Rosedale se encuentra ubicado en las coordenadas 41°16′37″N 100°54′00″O / 41.27694, -100.90000. Según la Oficina del Censo de los Estados Unidos, Rosedale tiene una superficie total de 380.74 km², de la cual 380.39 km² corresponden a tierra firme y (0.09%) 0.34 km² es agua.

## Demografía
Según el censo de 2010, había 219 personas residiendo en Rosedale. La densidad de población era de 0,58 hab./km². De los 219 habitantes, Rosedale estaba compuesto por el 99.09% blancos, el 0% eran afroamericanos, el 0% eran amerindios, el 0% eran asiáticos, el 0% eran isleños del Pacífico, el 0.46% eran de otras razas y el 0.46% pertenecían a dos o más razas. Del total de la población el 4.57% eran hispanos o latinos de cualquier raza.